# The Ballad of Ronnie Drew
"The Ballad of Ronnie Drew" és un senzill d'U2, The Dubliners, Kíla i A Band of Bowsies. La cançó va ser enregistrada com un projecte de caritat, amb els guanys destinats a l'Irish Cancer Society, amb motiu del càncer que patia Ronnie Drew. Va ser enregistrada a Windmill Lane entre el 14 i el 15 de gener de 2008. Ronnie Drew va morir pocs mesos després de la publicació de la cançó, l'agost de 2008.

## Artistes participants
- Mary Black
- Paul Brady
- Moya Brennan
- Chris de Burgh
- Eamonn Campbell
- Paddy Casey
- Andrea Corr
- Mary Coughlan
- Damien Dempsey
- Christy Dignam
- The Edge
- Gavin Friday
- Bob Geldof
- Glen Hansard
- Robert Hunter
- Ronan Keating
- Kíla
- Barney McKenna
- Matt Molloy
- Christy Moore
- Shane MacGowan
- Mundy
- Joe Elliot
- Eleanor McEvoy
- Sinéad O'Connor
- Declan O'Rourke
- John Sheahan
- Duke Special
- Patsy Watchorn